# بروتين غشائي وحيد العبور

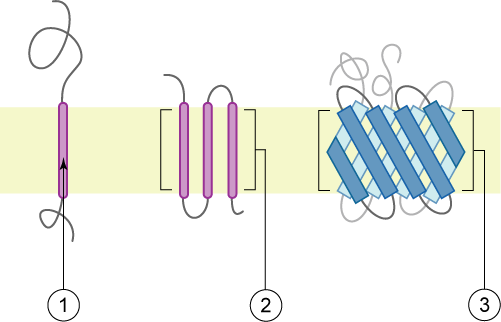
رسم تخطيطي لأنواع البروتينات عبر الغشائية: 1. بروتين له نطاق عبر غشائي وحيد نوعه لولب ألفا (بروتين غشائي وحيد العبور) 2. بروتين غشائي متعدد العبور (نطاقات عبر غشائية من نوع لولب ألفا). 3. بروتين غشائي متعدد العبور (نطاقات عبر غشائية من نوع صحيفة بيتا)، الغشاء باللون الأصفر.

البروتين الغشائي وحيد العبور (بالإنجليزية: Single-pass membrane protein)‏ هو بروتين عبر غشائي يمر عبر الليبيد ثنائي الطبقة مرة واحدة فقط. قد تشكل هذه البروتينات حوالي 50٪ من جميع البروتينات عبر الغشائية وذلك حسب الكائن الحي، وتساهم بشكل كبير في شبكة التآثرات بين مختلف البروتينات في الخلايا، بما في ذلك التآثرات عبر لوالب ألفا عبر الغشائية. عادة ما تملك هذه البروتينات نطاقا واحد أو أكثر قابلا للذوبان في الماء وتتموضع هذه النطاقات على جانبي مختلف الأغشية الحيوية على سبيل المثال مستقبلات سطح الخلية وحيدة العبور. بعض هذه البروتينات صغير ويعمل كوحدات فرعية تنظيمية أو مساعدة على استقرار بنية معقدات عبر غشائية متعددة بروتين، مثل النُظم الضوئية أو السلسلة التنفسية. حدد تقدير عام 2013 وجود حوالي 1300 بروتين غشائي وحيد العبور في الجينوم البشري.